# Sameblod
Sameblod  ("Sangue lapão", em tradução livre) é um filme sueco de 2016, do género dramático, dirigido por Amanda Kernell. O filme retrata a vida de uma menina lapónica de 14 anos. Exposta ao racismo e à biologia racial da década de 1930, ela sonha ter uma outra existência e, para o conseguir, renuncia à sua família e à sua cultura.
A película ganhou o Prémio Lux do Parlamento Europeu em 2017
.